# Tumlingtar Airport
Tumlingtar Airport (IATA: TMI, ICAO: VNTR), også kendt som Tumling Tar Airport, er en lufthavn beliggende i Tumlingtar, en by i Nepal.

## Faciliteter
Lufthavnen ligger i en højde af 1.700 fod (518 m) over havets overflade. Den har en landingsbane som er 4.000 fod (1.200 m) i længden.

## Lufthavne og destinationer
| Flyselskaber    | Destinationer         |
| --------------- | --------------------- |
| Agni Air        | Kathmandu             |
| Gorkha Airlines | Biratnagar, Kathmandu |
| Nepal Airlines  | Biratnagar, Kathmandu |
| Buddha Air      | Biratnagar, Kathmandu |
| Sita Air        | Kathmandu             |
| Tara Air        | Kathmandu             |